# Uda (okręg Ardżesz)
Uda – wieś w Rumunii, w okręgu Ardżesz, w gminie Uda. W 2011 roku liczyła 207 mieszkańców.